# Julius Avery
Julius Avery (1976) es un director de cine australiano. Dirigió las películas Son of a Gun (2014), Overlord (2018), Samaritan (2022) y The Pope's Exorcist (2023).

## Vida y trabajo
Nació en Canberra, pero creció en Pemberton, Australia Occidental. Estudió en la Victorian College of the Arts de Melbourne. Ha escrito y dirigido varios cortometrajes, incluido el cortometraje Jerrycan, ganador del premio del jurado del Festival Internacional de Cine de Cannes en 2008.   En 2012 escribió y produjo Yardbird, un cortometraje premiado y nominado a varios premios importantes, incluida la Palma de Oro en Cannes. Ambos fueron producidos a través de la productora de Avery, Bridle Path Films.
En 2014, escribió y dirigió su primer largometraje, Son of a Gun, protagonizada por Brenton Thwaites, Ewan McGregor, Alicia Vikander y Jacek Koman.  La película fue nominada a Mejor Película en el Festival de Cine de Londres. Fue producida en asociación con la compañía de Avery, Bridle Path Films.
Dirigió la película de terror bélico Overlord (2018) para Bad Robot Productions y Paramount Pictures, protagonizada por Jovan Adepo, Wyatt Russell, Pilou Asbæk, Iain De Caestecker, John Magaro y Mathilde Ollivier. La película fue producida por JJ Abrams y Lindsey Weber y escrita por Billy Ray y Mark L. Smith.
Además de ser anunciado como director de The Heavy, una producción de Paramount y Bad Robot, 20th Century Fox había contratado a Avery para escribir y dirigir una versión de Flash Gordon junto al prodctor Matthew Vaughn.   Sin embargo, tras la adquisición de 21st Century Fox por parte de Disney, la película fue cancelada. En cambio, dirigió Samaritan, una película oscura de superhéroes protagonizada por Sylvester Stallone y estrenada el 26 de agosto de 2022. 

## Filmografía
Cortometrajes
- Matchbox (2002)
- Little Man (2004)
- Solvent (2004)
- End of Town (2006)
- The Tank (2007)
- Jerrycan (2008)
- Yardbird (2012) - solo escritor

Largometrajes
- Son of a Gun (2014) (también escritor)
- Overlord (2018)
- Samaritan (2022)
- The Pope's Exorcist (2023)